# 鈴木啓友
鈴木 啓友（すずき　ひろとも、1974年7月27日- ）は、日本の音楽家。トロンボーン奏者、作曲家、編曲家。静岡県富士市生まれ。

## 略歴
バストロンボーンをメインに演奏。昭和音楽大学卒業。牧野守英（元 NHK交響楽団）、D・YEO（ボストン交響楽団）、守山秀樹に師事。その他にもA・バハマン、F・マッソンにクリニックを受ける。奥田英人 & BLUESKYオーケストラなどビッグバンドを活動の軸とし、ホーンセクション、宗教曲、オーケストラ、室内楽、CM、アーティストサポートのスタジオワーク等の活動を行う。2009年横浜開国博フランスの芸術集団『ラ・マシン』の日本人バンドリーダーを務める。2009年より大事MANブラザーズオーケストラのメンバーでもある。演奏活動のみならず、編曲家として主にトロンボーン合奏の作品を多数編曲。音楽制作者、舞台監督としても活動。2018年に第一回引退コンサートを開催し引退。同年12月に復帰。2020年一般社団法人東京トロンボーンオーケストラの代表理事に就任。

## 最近の主な出演
- ドラマ：フジテレビジョンドラマ「渡辺晋物語」
- 映画：松竹系映画「ラストラブ」
- CM：「東京三菱キャッシャワン」、
- 歌番組：NHK「家族で選ぶにっぽんの歌」、フジテレビジョン「情報プレゼンター とくダネ!」
- 録音合唱指揮：映画：「恋空」

## 音源
- CM：「トヨタビッグバンキャンペーン」
- 映画：「小森生活向上クラブ」
- 着うた：「ビッグバンド編」など多数

## アーティスト
- 安藤裕子
- 香栄
- maryなど